# Oshtorābād
Oshtorābād (persiska: اُشتُر آباد, اشتر آباد) är en ort i Iran.   Den ligger i provinsen Kurdistan, i den nordvästra delen av landet, 500 km väster om huvudstaden Teheran. Oshtorābād ligger 1 585 meter över havet och antalet invånare är 112.
Terrängen runt Oshtorābād är kuperad, och sluttar söderut.Runt Oshtorābād är det ganska tätbefolkat, med 100 invånare per kvadratkilometer. Närmaste större samhälle är Bāneh, 16,7 km norr om Oshtorābād. Trakten runt Oshtorābād består till största delen av jordbruksmark.